# José Crespo
José Crespo Iglesias, né le 12 mai 1959, est un homme politique espagnol membre du Parti populaire.

## Biographie

### Vie privée
Il est marié et père d'une fille et un fils.

### Carrière politique
Il est maire de Lalín de 1987 à 2015 et vice-président de la députation de Pontevedra de 1991 à 2015.
Le 20 décembre 2015, il est élu sénateur pour Pontevedra au Sénat et réélu en 2016.